# Guș Dan

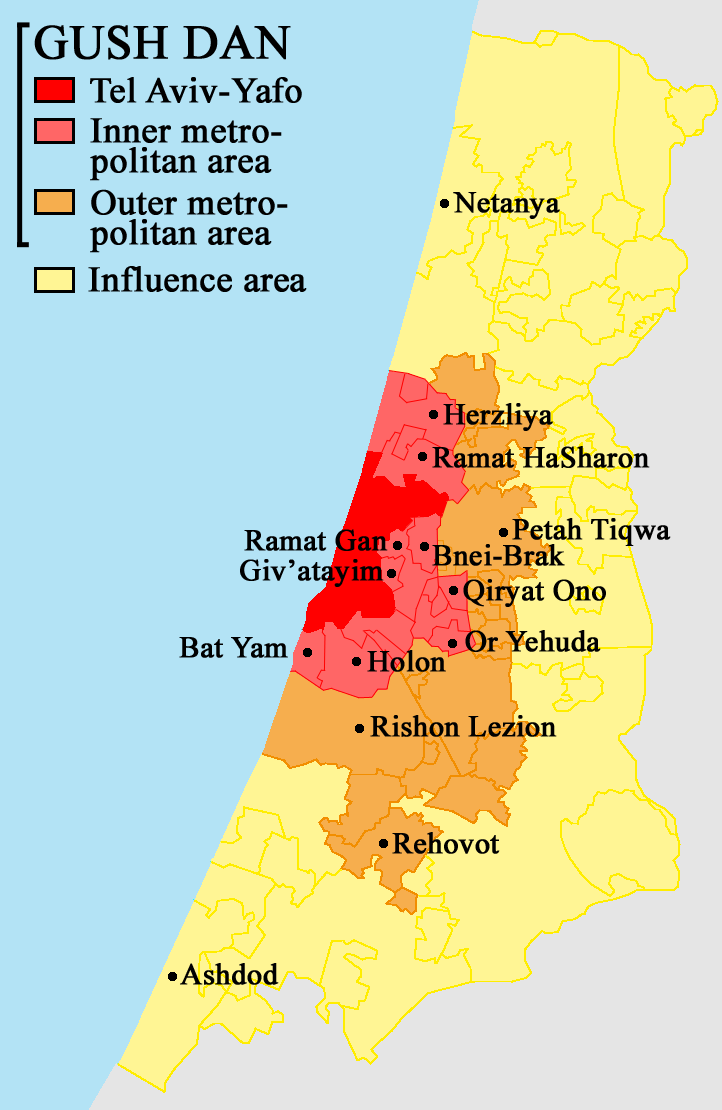
Guș Dan

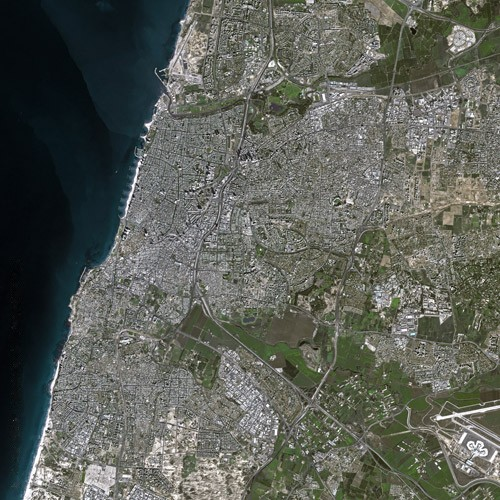
Aglomerarea vazută din satelit

Guș Dan, (Gush Dan) (în ebraică גּוּשׁ דָּן‎) este o aglomerare urbană care include Districtul Tel Aviv și Districtul Central de-a lungul coastei Mării Mediterane. Este cea mai mare aglomerare din Israel, având o populație de 3,2 milioane de locuitori sau 43.2% din totalul populației statului evreu.

## Orașe
Principale orașe cu populația din 2011.
- Tel Aviv (404,750)
- Rishon Letzion  (232,410)
- Petah Tikva (210,376)
- Holon (182,575)
- Bnei Brak (163,301)
- Ramat Gan (148,035)
- Bat Yam (128,157)
- Herzliya (88,734)
- Kfar Saba (87,635)
- Raanana (69,108)
- Givataiym (54,728)
- Hod HaSharon (49,943)
- Ramat HaSharon (42,285)
- Kiriat Ono (33,384)